# Aurel Kolnai
Aurel Kolnai (1900-1973) fue un filósofo y político teórico que destacó por su versatilidad en el estudio y redacción de textos sobre  corrientes filosóficas y ambientes intelectuales muy diversos. 

## Biografía
Nacido en Budapest, y de familia judía, estudió Filosofía, Economía e Historia en la Universidad de Viena. Allí se sintió atraído por el pensamiento de Franz Brentano. Durante la década de 1920, Kolnai escribió como un académico independiente con poco éxito. Se graduó summa cum laude en 1926, con la publicación de su tesis sobre «Der Ethische Wert und die Wirklichkeit», recibida favorablemente en Alemania. Ese mismo año se convirtió al catolicismo, en gran parte influenciado por GK Chesterton. 
Muy consciente de la amenaza real que suponía el partido nazi en Austria, comenzó a escribir para «Der Österreichische Ständestaat», un periódico fundado para luchar contra el nazismo y editado por Dietrich von Hildebrand. Durante este tiempo, también publicó algunos de sus escritos filosóficos, incluyendo su «Sexualethik», «Der Ekel», «Der Inhalt der Politik» y «Der Versuch über den Haß». Los escritos filosóficos de Kolnai fueron bien recibidos y generan excelentes críticas. Salvador Dalí quedó impresionado por «Der Ekel». En un ensayo 1932 de la revista en este trimestre, el pintor recomienda el texto de Kolnai a otros surrealistas, alabando su poder analítico.
En 1938, Kolnai publicó su crítica del nacionalsocialismo titulado «La guerra contra Occidente». La amenaza nazi obligó a Kolnai a dejar Austria en 1937, de la que era entonces un ciudadano, y partir hacia Francia donde se casó con Elisabeth Gemes en 1940.
A pesar de que tenía una extensa lista de publicaciones en cinco idiomas diferentes, Kolnai tuvo poca suerte para encontrar un puesto de profesor permanente en Gran Bretaña, y lleno de preocupaciones financieras, su salud comenzó a declinar rápidamente. En Inglaterra estuvo influenciado por la filosofía de sentido común de GE Moore y otros intuicionistas británicos como HA Prichard, EF Carritt y WD Ross. En 1961 recibió una beca de investigación de un año en Birmingham, y siete años más tarde aceptó un puesto profesor visitante en la Universidad de Marquette, en Wisconsin, que mantuvo hasta 1973, cuando murió de un ataque al corazón. La esposa de Kolnai Elisabeth trabajó en la recopilación, traducción y publicación de su obra hasta su muerte en 1982.

## Pensamiento
Sus principales influencias filosóficas fueron la escuela fenomenológica de Husserl y la filosofía analítica británica. Un tema importante en sus escritos es el esfuerzo por recuperar la dación de la realidad y de la soberanía del objeto con el fin de desarrollar un enfoque de sentido común a la filosofía. Kolnai, por otro lado, se basó en el realismo filosófico de Santo Tomás de Aquino, afirmando que éste proporcionó una valiosa contribución a la recuperación del objetivismo dialéctico, oponiéndose, eso sí, a la rigidez de la ortodoxia neo-tomista del siglo XX y las afirmaciones dogmáticas de la ideología tomista.
El objetivismo de Kolnai se basa en cuatro afirmaciones: 
1. La importancia de la experiencia ordinaria de proporcionar acceso a lo real. 
2. La importancia de la experiencia secular y el sentido común en las normas de la "tradición".
3. La importancia de los maestros filosóficos y Autoridades a guiar, instruir e informar. 
4. La importancia de la receptividad a la "multiplicidad de objetos y modos de cognición" para superar la subjetividad.
Otro tema importante en los escritos de Kolnai es su antiutopismo. Daniel Mahoney contextualiza el antiutopismo de Kolnai entre pensadores como Alain Besançon y Václav Havel, quienes vieron el pensamiento utópico como la base ideológica del totalitarismo.
Kolnai exploró lo que él llamaba la "mente utópica" fenomenológicamente, que enlaza con lo que él llama la "ilusión perfeccionista", marcada por la idea de que los bienes humanos que existen en un estado de tensión de alguna manera se pueden conciliar. La conciliación del valor y de la realidad "sugiere la idea de una ruptura entre la realidad dada del mundo y de la contrarrealidad 'apartado'". Para Kolnai, la identificación de la utopía con la búsqueda de la justicia fue equivocada. La búsqueda de una utopía era, en su esencia, la búsqueda de un mundo que ya no estaba cargado de tensión, una búsqueda que Kolnai vio como condenada al fracaso inevitable. 
El pensamiento político de Kolnai surgió tanto de su método fenomenológico como de su creencia en la importancia de la filosofía para la vida humana. Su énfasis en el sentido común y su punto de vista práctico hacían que en sus discusiones políticas se expresase como un auténtico conservador, alabando conceptos tales como el privilegio social y jerarquía. Sin embargo, aunque Kolnai simpatizaba con lo que él llamó "el espíritu conservador," no era un pensador partidista, sino más bien un centrista.
Tenía la preocupación constante de que el liberalismo desenfrenado terminaría inevitablemente en el totalitarismo.